# Lac Saint-Paul (Bécancour)
Pour les articles homonymes, voir Saint-Paul.
Le lac Saint-Paul est un lac situé à 3 km au sud du fleuve Saint-Laurent près de Trois-Rivières, dans la municipalité de Bécancour, entre Saint-Grégoire et Bécancour, dans la province de Québec au Canada.